# 佩尔富加斯
佩尔富加斯（義大利語：Perfugas），是意大利萨萨里省的一个市镇。总面积60.29平方公里，人口2496人，人口密度41.4人/平方公里（2009年）。ISTAT代码为090056。